# Pteropus coxi
Pteropus coxi — вид ссавців з родини криланових (Pteropodidae), ендемік Самоа. Видовим епітетом вшановано американського зоолога, антрополога і лікаря Гаррісона Аллена (1841–1897).

## Середовище проживання
Цей вид відомий лише з голотипу та паратипу, які були зібрані під час дослідницької експедиції США на архіпелаг Самоа в 1839–1841 роках. Експедиція досліджувала острови Тутуйла, Уполу, Савай’і та острівну групу Мануа, проте точне місце, звідки були зібрані зразки, невідоме. Вид вважається самоанським ендеміком, але історичний розподіл залишається уточнити в результаті подальших досліджень Самоа. Вважається, що вид зараз вимер.